# 阿尔罗代特埃昂格莱
阿尔罗代特埃昂格莱（法語：Arrodets-ez-Angles）是法国上比利牛斯省的一个市镇，属于阿尔热莱加佐斯区（Argelès-Gazost）卢尔代东县（Lourdes-Est）。该市镇总面积4.79平方公里，2009年时的人口为107人。

## 人口
阿尔罗代特埃昂格莱人口变化图示